# Suzy McKee Charnas

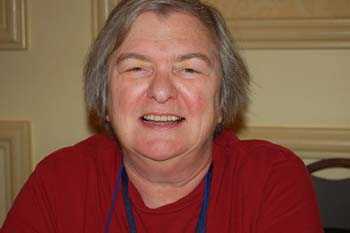
Suzy McKee Charnas (2006)

Suzy McKee Charnas (* 22. Oktober 1939 in New York City; † 2. Januar 2023 in Albuquerque, New Mexico) war eine US-amerikanische Science-Fiction-, Horror- und Fantasy-Autorin.

## Leben
McKee Charnas wurde 1939 in New York City geboren. Über ihre Herkunft schreibt sie: „Ich stamme ab von einer langen Reihe kluger, zäher, zauberhafter jüdischer Frauen, die kluge, aber nutzlose Männer heirateten, um sie schließlich rauszuwerfen und ihre Kinder alleine großzuziehen.“
Ihre Eltern waren beide Künstler. Sie besuchte die High School of Music and Art in New York, danach das Barnard College und ging anschließend zwei Jahre lang mit dem Peace Corps nach Nigeria. Zurückgekehrt machte sie einen M. A. in Pädagogik an der New York University.
Nach ihrem Abschluss arbeitete sie einige Jahre als Lehrerin an der New Yorker New Lincoln School, einer privaten, experimentellen Schule mit einem aus „brillanten Polit-Spinnern und Linken der alten Schule“ bestehenden Lehrkörper.
1970 heiratete sie und zog mit ihrem Mann, einem Rechtsanwalt, nach New Mexico.
Ihr Debütroman Walk to the End of the World erschien 1974. Es ist der erste Band einer inzwischen vier Bände umfassenden Romanserie, der Holdfast Chronicles, die in einer postapokalyptischen Welt angesiedelt sind. Holdfast ist eine nach der Katastrophe der „Verwüstung“ (Wasting) entstandene Gemeinschaft, in der homosexuelle Männer über versklavte Frauen herrschen, denen die Schuld am Zusammenbruch der Zivilisation zugeschrieben wird.
Die Protagonistin entkommt im zweiten Band Motherlines dieser Knechtschaft und findet eine andere Kultur, geprägt von geklonten Frauen, die auf dem Rücken ihrer Pferde ein freies und sorgloses Leben führen.
Der dritte Band The Furies behandelt den Konflikt der beiden Kulturen, der mit der Eroberung von Holdfast zwar vorerst beendet, aber nicht gelöst ist. Eine mögliche Lösung deutet sich dann im vierten Band The Conqueror's Child an, für den McKee Charnas 1999 mit dem James Tiptree, Jr. Award ausgezeichnet wurde.
Neben den Holdfast-Romanen schrieb sie noch Sorcery Hall, eine Fantasy-Romantrilogie für Jugendliche, mehrere zum Subgenre der Vampirgeschichte gehörige Romane und Erzählungen sowie ein Drama, und eine Reihe von Kurzgeschichten, die auch in mehreren Sammelbänden erschienen.
Außerdem war sie mehrfach Instruktorin bei den Clarion Writers Workshops für angehende Science-Fiction-Autoren (1984–2004) und bei der Taos Writers School (1993–1996).

## Auszeichnungen
- 1981 Nebula Award für die Erzählung Unicorn Tapestry
- 1990 Hugo Award für die Kurzgeschichte Boobs
- 1994 Mythopoeic Award für The Kingdom of Kevin Malone
- 1999 James Tiptree, Jr. Award, retrospektiver Preis für Motherlines und Walk to the End of the World
- 1999 James Tiptree, Jr. Award für den Roman The Conqueror's Child
- 2003 Gaylactic Network Spectrum Award Hall of Fame für das Lebenswerk

## Bibliografie
Holdfast Chronicles
- 1 Walk to the End of the World (1974)
  - Deutsch: Tochter der Apokalypse. Übersetzt von Thomas Ziegler. Droemer Knaur (Knaur Science Fiction & Fantasy #5770), 1983, ISBN 3-426-05770-0.
- 2 Motherlines (1978)
  - Deutsch: Alldera und die Amazonen. Übersetzt von Thomas Ziegler. Droemer Knaur (Knaur Science Fiction & Fantasy #5772), 1984, ISBN 3-426-05772-7.
- 3 The Furies (1994)
- 4 The Conqueror’s Child (1999)
- Walk to the End of the World and Motherlines (1989, Sammelausgabe; auch: The Slave and the Free, 1999)

Sorcery Hall
- The Bronze King (1985)
- The Silver Glove (1988)
- The Golden Thread (1989)

Romane
- The Vampire Tapestry (1980)
  - Deutsch: Der Vampir-Baldachin. Droemer Knaur (Knaur Science Fiction & Fantasy #5776), 1984, ISBN 3-426-05776-X.
- Dorothea Dreams (1986)
- The Kingdom of Kevin Malone (Jugend-Fantasyroman, 1993)
- The Ruby Tear (1997; als Rebecca Brand)
- Vampire Dreams (Drama, 2001)
- Strange Seas (2002)

Kurzgeschichtensammlungen
- Listening to Brahms (1978)
- Moonstone and Tiger-Eye (1992)
- Music of the Night (2001, E-Book)
- Stagestruck Vampires and other Phantasms (2004)
- Snackreads Generations 1 (2016; mit Vivian Caethe)

Kurzgeschichten
1979:
- The Ancient Mind at Work (in: Omni, February 1979)
  - Deutsch: Der alte Geist am Werke. Übersetzt von Thomas Ziegler. In: Suzy McKee Charnas: Der Vampir-Baldachin. 1984.

1980:
- Scorched Supper on New Niger (1980, in: George R. R. Martin (Hrsg.): New Voices III: The Campbell Award Nominees)
  - Deutsch: Dicke Luft auf Neu-Nigeria. Übersetzt von Walter Brumm. In: Terry Carr (Hrsg.): Die schönsten Science Fiction Stories des Jahres: Band 1. Heyne SF&F #4021, 1983, ISBN 3-453-30928-6.
- Unicorn Tapestry (1980, in: Robert Silverberg und Marta Randall (Hrsg.): New Dimensions 11; auch: The Unicorn Tapestry, 1983)
- The Land of Lost Content (1980)
  - Deutsch: Das Land der verlorenen Zufriedenheit. Übersetzt von Thomas Ziegler. In: Suzy McKee Charnas: Der Vampir-Baldachin. 1984.
- The Last of Dr Weyland (1980)
  - Deutsch: Das Ende Dr. Weylands. Übersetzt von Thomas Ziegler. In: Suzy McKee Charnas: Der Vampir-Baldachin. 1984.
- A Musical Interlude (1980)
  - Deutsch: Ein musikalisches Zwischenspiel. Übersetzt von Thomas Ziegler. In: Suzy McKee Charnas: Der Vampir-Baldachin. 1984.
- The Unicorn Tapestry (1980)
  - Deutsch: Der Einhorn-Gobelin. Übersetzt von Thomas Ziegler. In: Suzy McKee Charnas: Der Vampir-Baldachin. 1984.

1986:
- Listening to Brahms (in: Omni, September 1986)

1989:
- Boobs (in: Isaac Asimov’s Science Fiction Magazine, July 1989; überarbeitet 1990 in: Lisa Tuttle (Hrsg.): Skin of the Soul: New Horror Stories by Women)
  - Deutsch: Möpse. Übersetzt von Vincenzo Benestante. In: Friedel Wahren (Hrsg.): Isaac Asimov’s Science Fiction Magazin 35. Folge. Heyne SF&F #4690, 1990, ISBN 3-453-04272-7.

1990:
- Evil Thoughts (1990, in: Charles L. Grant (Hrsg.): The SeaHarp Hotel)

1991:
- Advocates (1991, in: Robert R. McCammon (Hrsg.): Under the Fang; mit Chelsea Quinn Yarbro)
- Now I Lay Me Down to Sleep (1991, in: Ellen Datlow (Hrsg.): A Whisper of Blood)

1992:
- Oak and Ash (in: Pulphouse: A Fiction Magazine, August 1992)

1996:
- Beauty and the Opéra or The Phantom Beast (in: Asimov’s Science Fiction, March 1996)

2004:
- Peregrines (in: Sci Fiction, January 7, 2004)

2005:
- Heavy Lifting (in: Sci Fiction, July 6, 2005)

2009:
- Lowland Sea (2009, in: Ellen Datlow (Hrsg.): Poe: 19 New Tales of Suspense, Dark Fantasy and Horror)

2011:
- Late Bloomer (2011, in: Ellen Datlow und Terri Windling (Hrsg.): Teeth: Vampire Tales)

2016:
- Stage Blood (2016, in: Suzy McKee Charnas: The Vampire Tapestry)

Sachliteratur
- My Father’s Ghost: The Return of My Old Man and Other Second Chances (2002)